# جوشوا كوين
جوشوا كوين (بالإنجليزية: Joshua Coyne)‏ هو ملحن أمريكي، ولد في 5 مارس 1993.

## وصلات خارجية
- الموقع الرسمي